# Limestre (torrente)
Il Limestre è un torrente dell'Appennino Tosco-Emiliano interamente situato nel comune di San Marcello Piteglio, in Provincia di Pistoia. Il regime è di carattere torrentizio, la portata si manifesta più o meno costante durante le stagioni e l'alveo non è dotato di profondità elevate, per questo guadabile a piedi escluso nelle fasi autunno-primaverili.

## Percorso
Il corso d'acqua nasce nell'Appennino Pistoiese dalle pendici del Monte Peciano (1.210 m), dall'Alpe del Poggio (890 m), dal Passo di Monte Oppio (821 m) e da Monte Fagliola (1190 m) dai quali sgorgano rispettivamente: il Rio Peciano, Fosso del Guaime, Rio di Poggiranda, il Fosso Opalo e il Limestrene. Il ventaglio risorgivo parte a nordest di Gavinana per finire a sud dell'abitato di Oppio (posto a sudest del primo centro); così i corpi d'acqua di tale bacino convergono verso ovest nella località il Fiume fra "il Guaime" e "Selva Piana" dove danno vita al Limestre vero e proprio. Il torrente bagna i vari poderi valligiani, gli abitati di Limestre, San Marcello Pistoiese e le Ferriere dove nella località "Ponte Rosso" (o "Marlianese")  prende il nome di Fiumaccio. Si getta nella Lima presso il Ponte Sospeso.
Nella tratta San Marcello-Mammiano si può osservare la presenza di due isole rispettivamente dette Maggiore e Minore presso una pietraia chiamata Spiaggetta di Serra Rossa. La diramazione del torrente che porta alla formazione delle piattaforme origina all'altezza della foce di Ponte Porri, richiudendosi presso la foce del Basilica. 

### Affluenti di destra
Dal cordone del Monte Gennaio scendono catene laterali da cui defluiscono: Rio Gambolese, Rio Gonfienti (I Gorghi), Forra Grande (Rio Dianora), Rio Redicone (Fosso Doccio), Fosso delle Pietre, Fosso della Susina, Fosso di Ponte Porri (o di Bamboceto), Forra del Bamboccio (Fosso Basilica),

### Affluenti di sinistra
Il versante del massiccio delle Lari offre al Limestre i tributari: Rio Terni Carpineta, Forra di Nebbiana, Fosso della Fredda, Rio Africo di San Martino, Rio Pagano